# Eria bidupensis
Eria bidupensis är en orkidéart som först beskrevs av François Gagnepain, och fick sitt nu gällande namn av Gunnar Seidenfaden och Leonid Vladimirovitj Averjanov. Eria bidupensis ingår i släktet Eria och familjen orkidéer. Inga underarter finns listade i Catalogue of Life.